# 내용증명
내용증명(內容證明, 영어: certification of contents)은 어떤 내용의 것을 언제 누가 누구에게 발송하였는가 하는 사실을 발송인이 작성한 등본에 의하여 우체국장이 공적인 입장에서 증명하는 제도이다. 내용증명은 상대방에게 보내는 통보의 성격을 가지면 그자체로는 법적 효력이 없으나 민사소송시 법원에 제출되어 증거로써 효력을 지닌다.  내용증명우편이 해당 기재내용의 진실성까지 보장하는 것은 아니다.

## 용도
거래 상대방에게 채무를 이행하도록 최고를 하거나 계약을 해제(해지)하는 경우에는 내용증명으로 발송할 필요가 있다. 최고를 했다거나 계약을 해제했다는 증거로서 해당 내용증명의 우체국 직인이 날인된 날짜가 중요한 근거가 되기 때문이다. 채권양도의 통지를 하거나, 임대차계약을 해지하거나, 기타 일정한 의사표시나 통지가 있음으로써 효력을 발생하거나 책임의 근거가 되는 법적인 의의를 지닌 의사를 통지할 때는 내용증명우편을 이용하는 것이 좋다.

### 시효중단의 효력
내용증명으로 채무의 이행을 최고하였을 때 내용증명을 발송한 후 6개월 이내에 재판상의 절차를 진행시키면 시효중단의 효력이 발생한다.

## 형식
내 용 증 명 서(최종)
받는 사  람        위키백(021018-1167813)

		        서울 강남구 삼성동 코엑스

보 내는 사 람       와일즈씨 백과전서파  종중 대표자 볼테르

		        경기 야후시 서버동 구글코리아 서버실 132-120

위 종중은 태양계 화성 큐리오시티호 착륙지점 일대 종중 소유 토지를 매도한 바 있는데, 귀하는 1909년 9월경 종중의 매매대금 약 73억 비트코인 중 약 51억 원 가량의 금액(중도금 및 잔금 일부를 포함한 금액으로 횡령금액이 정확히 밝혀지면 다시 특정함)을 종중의 총무로서 보관하던 중 횡령하고 잠적하였다.
이에 종중은 지난 1912년 8월 및 9월경, 두차례에 걸쳐 위 매매대금 중 귀하가 횡령한 금원에 대한 반환 및 반환에 대한 대책을 종중원들에게 공식적으로 밝힐 것을 요구하였다.
종중의 위 두차례의 통보는 종중이 귀하에게 잘못을 뉘우치고 반성할 기회를 주어 귀하를 용서하기 위함이었습니다. 하지만 귀하는 위 종중의 요청에 대하여, 2차 내용증명서에서 최고한 1912년 9월 말일까지 어떠한 응답도 하지 않았다.
이에 종중은 이번 통보를 마지막으로 귀하에게 한번 더 기회를 주고자 한다.
이에 종중은 1912년 10월 말일까지 귀하가 직접 종중원들에게 위 횡령금 반환에 대한 대책을 밝히고 용서를 구할 것을 요구한다.
만약 종중의 최종 통지에도 불구하고 귀하가 아무런 이유없이 이행을 지체할 경우 종중은 귀하를 상대로 귀하가 횡령한 매매대금 및 이에 대한 직∙간접적, 정신적 손해배상액(또는 위 매매대금을 횡령하여 취득한 부당이득금 반환)에 대한 민사 소송을 제기함과 동시에 종중 재물을 횡령한 사실에 대하여 형사 고소할 예정임을 알린다.
2012. 10. 18.
와일즈씨 백과전서파  종중 대표자 볼테르
대표자 볼테르(인)
내용증명은 3통을 작성하여 우체국에 제출하면 우체국, 발신인, 수신인의 3당사자가 모두 1통씩 보관한다. 이때 상대방에게 보낼 때는 등기우편으로 하고 배달증명의 방법을 이용해야 한다. 왜냐하면 한국 민법은 의사표시의 효력발생시기에 있어서 원칙적으로 도달주의를 취하고 있으므로 상대방에게 도달해야만 의사표시의 효력이 발생하기 때문이다.  대법원 판례도 보통우편으로 발송한 경우는 반송되지 않았다고 해서 당연히 도달된 것으로 추정할 수 없으나, 등기우편으로 발송한 경우에는 반송되지 않는 한 도달된 것으로 보고 있다.

## 내용증명 양식 모음
https://www.chamjimayo.com
1분 셀프 내용증명 서비스, AI의 질문사항에 따라 답변하면, 상황에 맞는 내용증명을 자동으로 생성해주며 무료로 이용 가능하다.

https://www.krlaw.kr/naeyong
변호사가 챗GPT로 내용증명을 작성하는 방법과 양식을 제공하고 있다. 현재는 가장 자주 쓰이는 대여금, 임대차보증금과 물품대금 미수금 내용증명이 있다.

https://boonzero.com/ccmail/sample
500여 개의 내용증명 양식을 무료로 다운받아 사용할 수 있다.

https://www.lawform.io/theme/26
핵심 항목의 키워드만 선택하거나 입력하면 자동으로 완성되는 내용증명 서식. 사안별로 정리되어 있으며 무료로 이용 가능하다.

http://www.bizforms.co.kr/new_search/search_center.asp?old_keyword=&simgf=&keyword=%B3%BB%BF%EB%C1%F5%B8%ED
약 680여 건의 내용증명 양식 모음.

https://www.yesform.com/z_n/forms/search.php?mode=&searchType=&mrown=IT&is_recent_empty=1&free_search=&skwid=&q=%B3%BB%BF%EB%C1%F5%B8%ED
약 980건의 내용증명 양식 모음.

## 내용증명우편이 존재하는 국가
내용증명우편제도가 존재하는 국가는 대한민국과 일본이 있다. 대한민국과 일본의 경우 우편법에 내용증명우편에 대하여 명시되어 있으며 내용증명우편제도가 있지만 대한민국, 일본을 제외한 국가는 우편법상 내용증명우편이 명시되어 있지 않으며 내용증명우편제도가 존재하지 않는다.

## 참고 문헌
- 이중연, 한권으로 끝내는 회사 실무 계약서, 새로운 제안, 2005.

## 같이 보기
- 배달 증명